# Erlöserorden

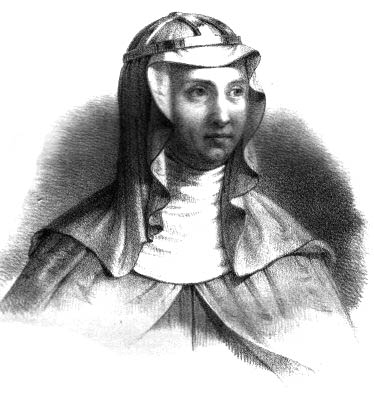
Die hl. Birgitta im Habit des Erlöserordens

Der Erlöserorden, vollständig Orden des Allerheiligsten Erlösers (lateinisch Ordo sanctissimi Salvatoris), Ordenskürzel OSsS, OSSalv oder OSBirg, nach seiner Gründerin auch Birgittenorden genannt, war ursprünglich ein Doppelorden für Nonnen und Mönche. Er wurde 1346 von der heiligen Birgitta (1303–1373) gegründet. Dem Erlöserorden gehören heute weltweit 570 Schwestern an. Trotz des ähnlichen Ordensnamens besteht keine Verbindung zur Kongregation des Heiligsten Erlösers (Redemptoristen).

## Lebensweise
Die Konvente leben nach der Augustinusregel und bestehen meist aus Nonnen, denen eine Äbtissin vorsteht. In der Zeit der Doppelklöster wurden die nicht mehr als 60 Nonnen von einer Gemeinschaft von idealerweise 13 Ordenspriestern – die der Zahl Jesu Christi und seiner Apostel entsprach – seelsorgerisch betreut. Außerdem konnten noch Diakone und Laienbrüder im Kloster leben. Die Ordensmänner lebten jedoch außerhalb der Klausur. In einem eigenen großen Sprechzimmer, dem sogenannten Collocutorium, das von einem Klausurgitter mit Laden geteilt wurde, konnten Ordensfrauen und -männer miteinander sprechen, ohne sich dabei anzusehen. Seit längerer Zeit gibt es jedoch getrennte Klöster für die Ordensfrauen und die Ordensmänner des Erlöserordens.
Als Ordenskleid tragen die Nonnen einen grauen Habit mit schwarzem Schleier, darüber eine Leinenkrone aus drei weißen Leinenstreifen mit fünf roten Punkten, die die fünf Wundmale Christi symbolisieren, die Brüder einen grauen oder schwarzen Habit mit einem Emblem des Ordens auf dem Skapulier.

## Ordenszweige

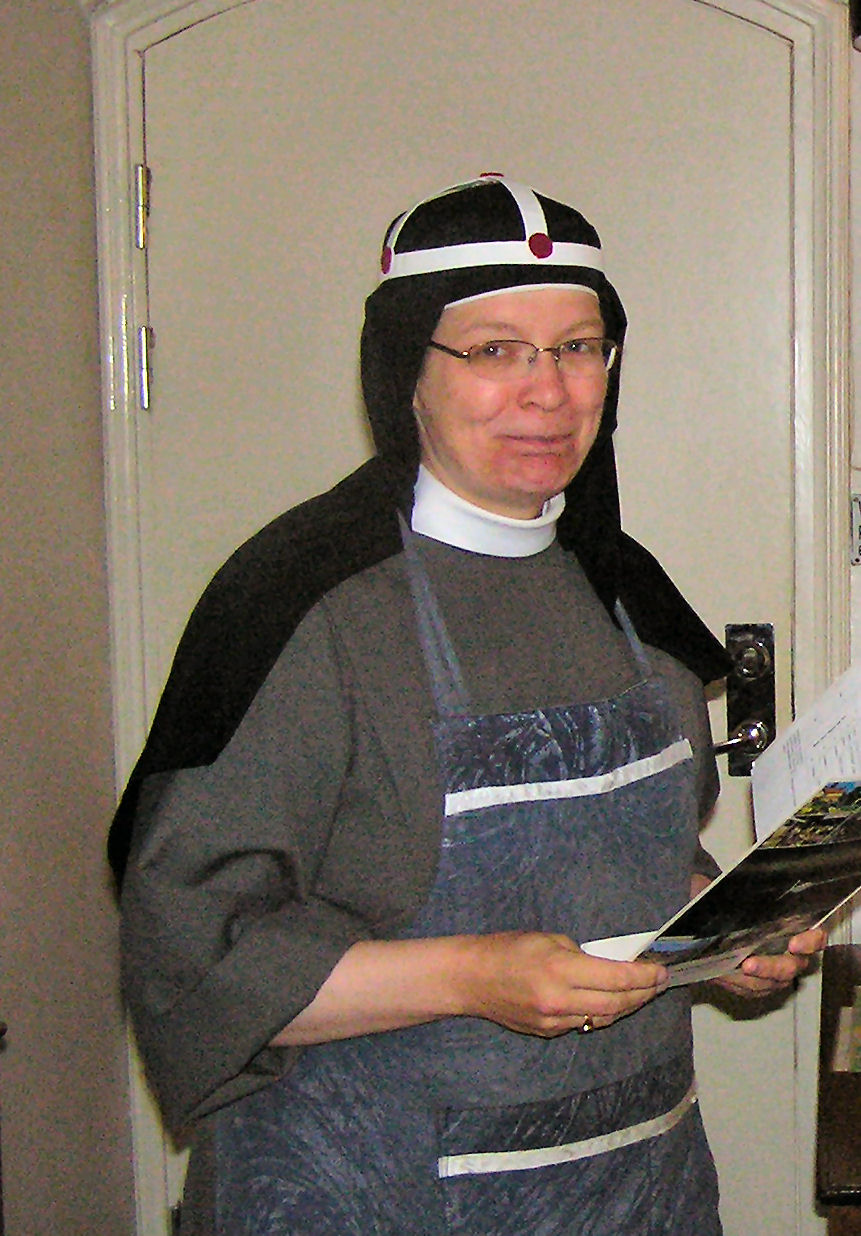
Nonne des Erlöserordens

Es existieren mehrere Zweige des Erlöserordens: Vom alten Zweig, der seit dem Mittelalter besteht, gibt es noch drei unabhängige Klöster: die Abteien Pax Mariae in Vadstena, Maria Refugie in Uden und Maria Hart in Weert in den Niederlanden. Der Konvent von Syon Abbey in England wurde 2012 aufgelassen. Im Januar 2017 wurde auch das Kloster Altomünster, in dem zuletzt nur noch eine Professe und mehrere Anwärterinnen lebten, aufgelassen.
1911 gründete die schwedische Konvertitin Elisabeth Hesselblad in der Tradition des ursprünglichen Erlöserordens einen Ordenszweig, dessen Mutterhaus in Rom an der Kirche Santa Brigida liegt. Diesen nennt man gemeinhin den „schwedischen Zweig“. Zu den über 50 Niederlassungen gehört auch das Birgittenkloster Bremen. Die Gründerin wurde im April 2000 seliggesprochen und 2016 heiliggesprochen.
Außerdem gibt es noch einen spanischen Ordenszweig, die Birgitten von Valladolid (gegründet 1630) und eine Brüdergemeinschaft in den Vereinigten Staaten (gegründet 1976).